# Playa de Malabajada
Las Playa de Malabajada se encuentra en el concejo asturiano de Castrillón y pertenece a la localidad de Bayas. El grado de urbanización y de ocupación son bajos y su entorno es rural. Los accesos, aunque son cortos, menores de un km son peligrosos debido a la alta inclinación de los acantilados que la rodean. El lecho es de  cantos rodados y rocas. Su nombre lo dice todo acerca de los accesos a la playa. La bajada son muy peligrosas, la arena es de color claro y de grano medio. Los grados de urbanización y ocupación son muy bajos.
Para acceder a esta playa hay que localizar los núcleos urbanos más cercanos que, en este caso, son «Cueto» y «Bayas». El difícil descenso por una estrecha  y sinuosa senda salva más de 100 m de desnivel en pocos metros más de recorrido lo que hace que tenga una pendiente enorme y muy peligrosa. Para acceder con mayor seguridad es mejor utilizar el mismo camino que para acceder a la Playa de la Barca y cuando se llega a la «senda litoral» hay que ir en sentido contrario al de La Barca, es decir, en sentido este hasta que se llegue al «Centro de Observación Ornitológico». Desde aquí se observan los restos de una cantera dedicada a sacar piedra para espigones. También desde aquí hay que tomar precauciones para el descenso. El único servicio que dispone es un aparcamiento. Desde aquí se observa la gran Isla de La Deva. La actividad más recomendada es el buceo en los alrededores de la isla así como la fotografía, que propone al observador unos panoramas espacialmente bellos.